# Francesco Antonioli
Francesco Antonioli (Monza, Itália, 14 de setembro de 1969) é um ex-goleiro italiano seu ultimo clube foi o Cesena. Tem o recorde de ser o atleta mais velho a disputar a série A italiana desde a temporada 2010-2011.